# Guido III di Biandrate
Guido III di Biandrate (... – 8 marzo 1167), detto Il Grande, fu conte di Biandrate e capitano nelle milizie milanesi.

## Biografia

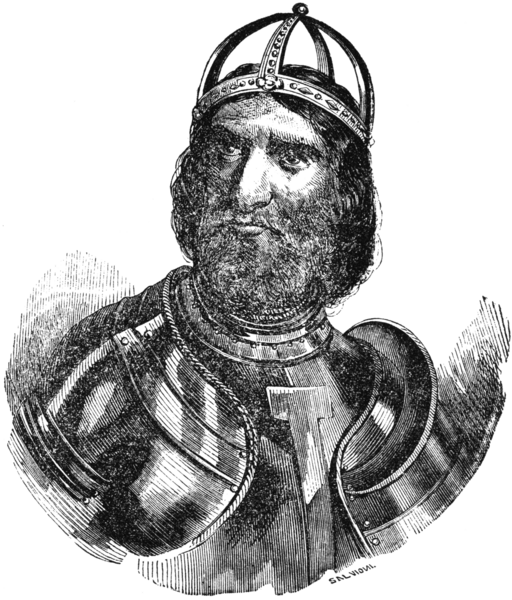
Federico Barabarossa

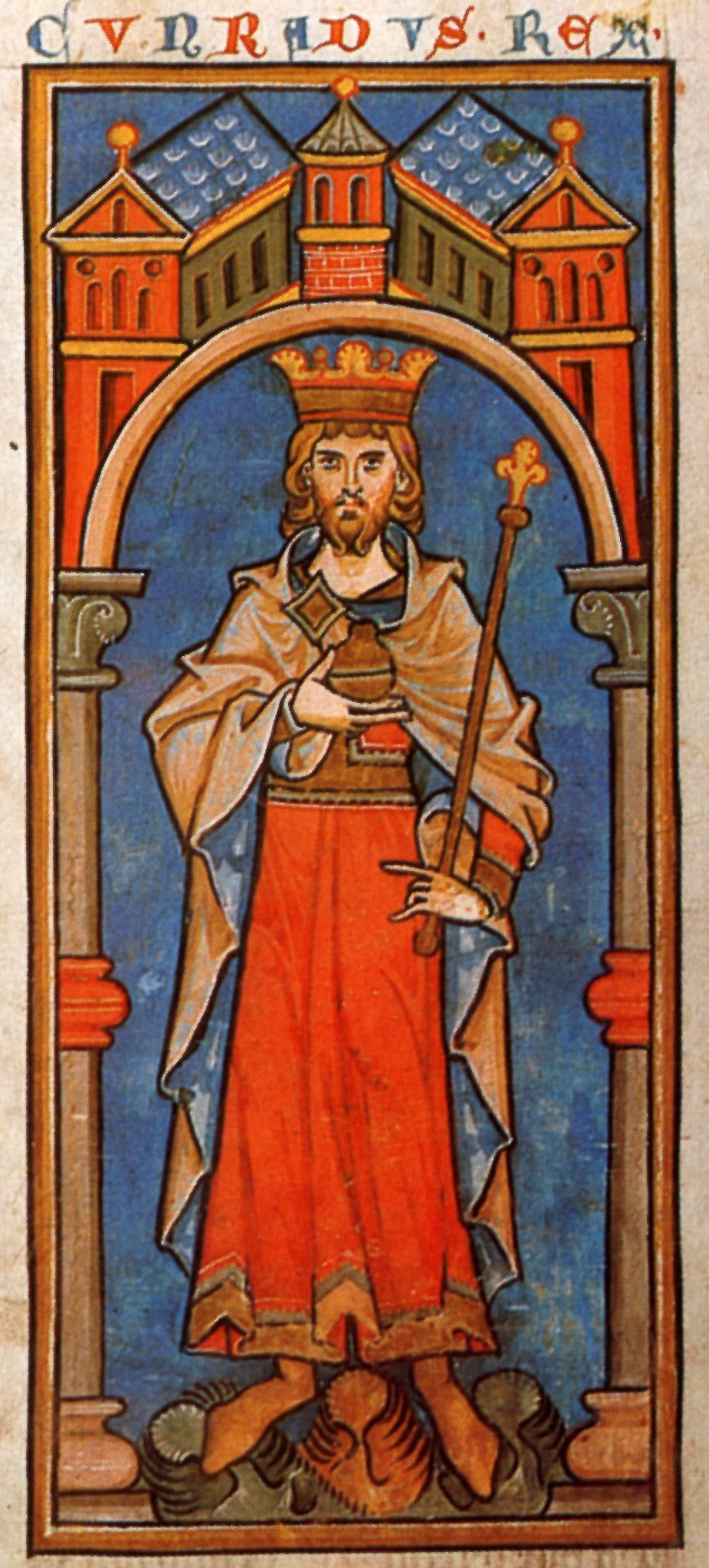
Miniatura di Corrado III

Figlio di Alberto, conte di Biandrate, alla sua morte ereditò, ancora bambino, il titolo paterno. Ampliò i suoi domini e partecipò alla seconda crociata accanto all'imperatore Corrado III di Svevia e al re di Francia Luigi VII. Grazie alla sua partecipazione, Corrado III gli confermò tutti i suoi domini. Nel 1152 assistette all'incoronazione di Federico Barbarossa, che lo zio Corrado III aveva nominato proprio erede. Nel 1154 Guido ospitò il nuovo imperatore con tutta la corte presso il suo castello di Biandrate.
Nel 1156 Federico lo nominò capitano delle milizie imperiali del contado e del vescovado di Novara e gli diede i territori dell'Astigiano, del Chierese e della val di Canale. Combattendo contro Pavia acquisì, oltre ai trentasette castelli già in suo possesso, anche quelli di Gambolò e Vigevano. Nel 1158 Federico Barbarossa assediò Milano e Guido cercò di convincere l'imperatore a risparmiare la città, ormai allo stremo.
Dieci anni più tardi i comuni della Lega Lombarda sconfissero Federico, che fu tratto in salvo e ospitato dal conte presso il suo castello di Monteacuto d'Asti, e rasero al suolo Biandrate.

## Famiglia e figli
Sposò nel 1142 una sorella di Guglielmo III del Monferrato, quindi una figlia del marchese Ranieri. L'esatta identificazione della sposa di Guido è tutt'oggi, in realtà, non sicura e il nome rimane sconosciuto. Sono state proposte varie ipotesi di identificazione e di nome: sulla base di alcune tarde fonti, essa si chiamava Isabella, mentre altri la identificano con Giovanna, sempre un'altra sorella di Guglielmo III, dal 1128 vedova di Guglielmo di Clitou.
Guido ebbe i seguenti figli:
- Ranieri o Raniero, signore di Valsesia;
- Guido (IV), arcivescovo di Ravenna;
- Ottone II, signore di Mongrando, marito di Berta, figlia di Rodolfo di Moncucco[7];
- Guglielmo;
- Uberto IV di Biandrate;
- Lanfranco;
- Ruffino, abate di dell'abbazia di Fruttuaria.